# دیتون ایکس‌پی‌اس -۱
دیتون ایکس‌پی‌اس -۱ (به انگلیسی: Dayton-Wright_XPS-1) یک هواگرد ملخ‌پیشین تک‌موتوره از نوع رهگیر ساخت شرکت Dayton-Wright Airplane Company است. هواگرد دیتون ایکس‌پی‌اس -۱ نخستین پروازش را در ۱۹۲۳ میلادی انجام داد. در مجموع، تعداد ۳ فروند از این هواگرد ساخته شده‌است.